# Vláda Aleksandera Prystora
Vláda Aleksandera Prystora  byla vládou Druhé Polské republiky pod vedením premiéra Aleksandera Prystora. Kabinet byl jmenován prezidentem Ignacym Mościckým 27. května 1931 po demisi předchozí druhé Sławkovy vlády. Kabinet podal demisi po necelých dvou letech fungování 9. května 1933. Prystor stál v čele vlády nejdéle ze všech jeho předchůdců.
Politické resorty byly v Prystorově kabinetu v rukou zkušených sanačních politiků, ale ekonomické resorty ovládaly málo zkušené osoby. To byl případ ministra pokladu Jana Piłsudského, ministra průmyslu a obchodu Ferdynanda Zarzyckého, ministra veřejných prací Mieczysława Norwida-Neugebauera nebo ministra zemědělských reforem Leona Kozłowského. Premiér si toho byl vědom a snažil se do vlády dostat kompetentní osoby, kterým často nabízel místa náměstků ministrů.
Od počátku kladl Prystor důraz na udržení vyrovnaného rozpočtu. Chtěl se také vyhnout všem krokům, které jsou v hospodářské politice státu nejisté nebo neozkoušené. To vedlo k omezení investic, snížení státních výdajů, odliv valut za hranice a prohloubení recese. Když se na podzim 1931 ukázalo, že schodek rozpočtu bude vyšší, než se plánovalo, Prystor doporučil další omezení výdajů. I tak ale deficit překročil 10 % rozpočtu, což přinutilo vládu v říjnu 1932 k aktivnější hospodářské politice. Vláda snížila daně v průmyslu, železniční tarify a úrokové sazby, omezila některé sociální dávky, prodloužila pracovní dobu a povolila zhoršení podmínek práce. Pokusila se přimět monopoly ke snížení cen. Opatření vedla ke zhoršení vztahů vládnoucího tábora se zástupci velkokapitálu a velkostatkářů (v březnu 1932 skončil jejich zástupce ve vládě ministr zemědělství Leon Janta-Połczyński).
V květnu 1933 žádal Józef Piłsudski Prystorovu demisi. Vyčítal mu, že chce vědět všechno a do všeho se plete. Pravděpodobným důvodem konce premiéra byl také konflikt mezi Janinou Prystorowou a Aleksandrou Piłsudskou. Premiérova manželka konkurovala maršálkově ženě ve společenském životě a v charitativní činnosti. Oficiálními důvody bylo nové volební období prezidenta a zdraví premiéra.

## Složení vlády
| Portfej                                    | Ministr / člen vlády           | Strana    | Nástup do úřadu   | Odchod z úřadu    |
| ------------------------------------------ | ------------------------------ | --------- | ----------------- | ----------------- |
| Předseda vlády                             | Aleksander Prystor             | BBWR      | 27. května 1931   | 9. května 1933    |
| Místopředseda vlády                        | Bronisław Pieracki             | BBWR      | 27. května 1931   | 22. června 1931   |
| Ministr vnitra                             | Felicjan Sławoj Składkowski    | nestraník | 27. května 1931   | 22. června 1931   |
| Ministr vnitra                             | Bronisław Pieracki             | BBWR      | 22. června 1931   | 9. května 1933    |
| Ministr zahraničí                          | August Zaleski                 | nestraník | 27. května 1931   | 2. listopadu 1932 |
| Ministr zahraničí                          | Józef Beck                     | BBWR      | 2. listopadu 1932 | 9. května 1933    |
| Ministr vojenství                          | Józef Piłsudski                | nestraník | 27. května 1931   | 9. května 1933    |
| Ministr spravedlnosti                      | Czesław Michałowski            | nestraník | 27. května 1931   | 9. května 1933    |
| Ministr náboženství a veřejného vzdělávání | Sławomir Czerwiński            | BBWR      | 27. května 1931   | 4. srpna 1931     |
| Ministr náboženství a veřejného vzdělávání | Janusz Jędrzejewicz            | BBWR      | 4. srpna 1931     | 9. května 1933    |
| Ministr pokladu                            | Jan Piłsudski                  | BBWR      | 27. května 1931   | 6. září 1932      |
| Ministr pokladu                            | Władysław Marian Zawadzki      | BBWR      | 6. září 1932      | 9. května 1933    |
| Ministr průmyslu a obchodu                 | Ferdynand Zarzycki             | nestraník | 27. května 1931   | 9. května 1933    |
| Ministr zemědělství                        | Leon Janta Połczyński          | BBWR      | 27. května 1931   | 23. března 1932   |
| Ministr zemědělství                        | Seweryn Ludkiewicz             | nestraník | 23. března 1932   | 1. července 1932  |
| Ministr zemědělských reforem               | Leon Kozłowski                 | BBWR      | 27. května 1931   | 23. března 1932   |
| Ministr zemědělských reforem               | Seweryn Ludkiewicz (úřadující) | nestraník | 23. března 1932   | 1. července 1932  |
| Ministr zemědělství a zemědělských reforem | Seweryn Ludkiewicz             | nestraník | 1. července 1932  | 9. května 1933    |
| Ministr veřejných prací                    | Mieczysław Norwid-Neugebauer   | nestraník | 27. května 1931   | 1. července 1932  |
| Ministr práce a sociální péče              | Stefan Hubicki                 | BBWR      | 27. května 1931   | 9. května 1933    |
| Ministr komunikací                         | Alfons Kühn                    | BBWR      | 27. května 1931   | 6. září 1932      |
| Ministr komunikací                         | Michał Butkiewicz (úřadující)  | PPS       | 6. září 1932      | 9. května 1933    |
| Ministr pošt a telegrafů                   | Ignacy Boerner                 | nestraník | 27. května 1931   | 13. dubna 1932    |
| Ministr pošt a telegrafů                   | Emil Kaliński (úřadující)      | nestraník | 15. dubna 1932    | 9. května 1933    |
| Ministr bez portfeje                       | Władysław Marian Zawadzki      | BBWR      | 27. května 1931   | 23. března 1932   |